# Dominio Austroalpino

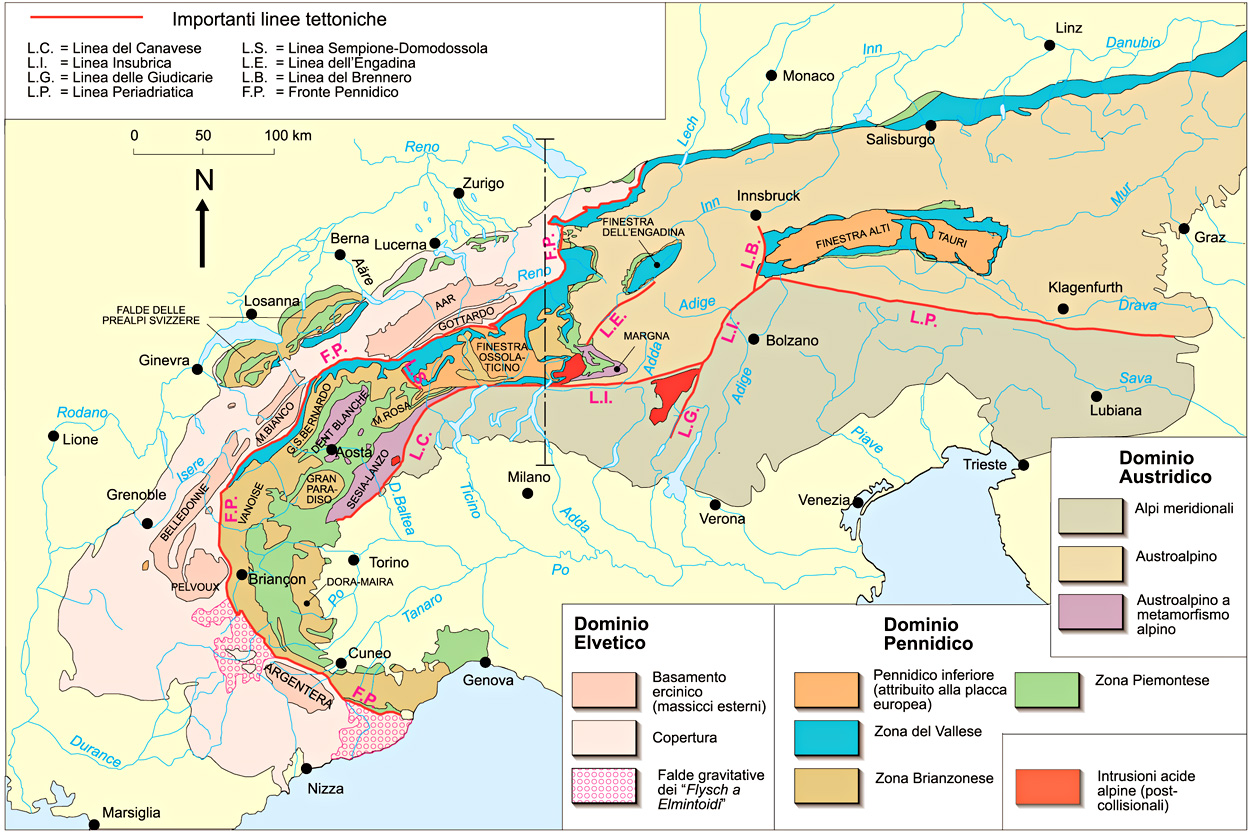
Mappa schematica della geologia delle Alpi che mostra la suddivisione tra le principali strutture.

Con Dominio Austroalpino (detto anche Falda Austroalpina oppure, più semplicemente Austroalpino) si intende un dominio geologico composto da una successione di falde della catena alpina, che si sono impilate a partire dall'orogenesi Varisica. Il dominio è costituito da sedimenti deposti a partire dall'Ordoviciano, che hanno subito metamorfismo ed eventi di intrusione plutonica legati all'orogenesi alpina.

## Area di affioramento
Gli affioramenti dell'austroalpino possono essere divisi in due aree distinte: ad est troviamo la zona principale, che si estende dalla zona di Bormio fino ad arrivare al Bacino della Pannonia. All'interno di quest'area troviamo delle finestre tettoniche, e sono la finestra dell'Engadina e la finestra degli Alti Tauri. Ad ovest è possibile trovare affioramenti di Austroalpino all'interno di alcuni Klippe, che sono la zona del Sesia-Lanzo, il Dent Blanche ed il Monte Emilius.
Le due zone si differenziano, oltre che per la diversa disposizione geografica, anche per la diversa genesi ed il diverso grado di metamorfismo raggiunto.

### I Klippe occidentali
L'austroalpino nella sua parte più occidentale affiora in tre klippe:
- Zona Sesia-Lanzo: rappresenta la più grande porzione di crosta continentale che è andata in subduzione durante l'orogenesi alpina. Quest'area è suddivisibile in 3 zone: la prima, il complesso a gneiss minuti, formatisi durante il carbonifero- permiano, una seconda zona dioritico-kinzigitica, di età pre-carbonifera, e dalla zona più vasta chiamata complesso a micascisti-eclogitici, dominata da metamorfismo in facies eclogitica e dalla presenza di scisti a glaucofane. Tutta l'area è comunque stata sottoposta a metamorfismo di tipo eclogitico.
- Klippe del Dent Blanche, quest'area presenta due zone distinte: la serie di Arolla, formata da scisti verdi ed assimilabile come genesi al complesso degli gneiss minuti, e dalla serie della Valpelline, in facies anfibolitica ed assimilabile alla zona dioritico-kinzigitica. Sopra queste serie è presente una sottile copertura sedimentaria composta da carbonati e da flysch.
- Monte Emilius, piccola porzione di austroalpino che si è inserita all'interno delle serie oceaniche pennidiche. Non si trova quindi stratigraficamente allo stesso livello del austroalpino ma è inserito all'interno della sequenza pennidica.

### Metamorfismo
All'interno del dominio Austroalpino è possibile riconoscere 3 eventi metamorfici:
- Evento Varisico
- Evento Permo-Triassico
- Evento Alpino

Il primo evento, datato 340-300 Ma, è caratterizzato dalla presenza di rocce appartenenti sia alla facies degli scisti verdi che alla facies anfibolitica. Il grado metamorfico raggiunto suggerisce un metamorfiscmo di media ed alta pressione. localmente si sono preservate alcune rocce con metamorfismo eclogitico.
Il secondo evento, di età Permo-triassica, corrisponde ad un incremento della temperatura, che consente alle rocce di arrivare a facies granulitiche
L'ultimo evento metamorfico, avvenuto durante l'orogenesi alpina, segna invece un aumento della pressione ed il passaggio a facies a scisti verdi.

### Genesi
Dopo l'orogenesi ercinica, contemporaneamente al secondo evento metamorfico, inizia un periodo estensivo, che porta alla rottura di Pangea. Questa estensione provoca l'apertura dell'oceano Meliata-Halstaff, con l'assottigliamento della crosta ed un forte incremento dell'attività magmatica. Questo periodo di magmatismo intenso è registrato nelle rocce da metamorfismo caratterizzato da alta temperatura e bassa pressione. Il magmatismo, ed il metamorfismo ad esso associato, raggiungono il loro picco circa a circa 260 Ma. Queste rocce vengono quindi ricoperte da successioni sedimentarie, che riescono a depositarsi durante il Triassico.
Il Giurassico è segnato dall'apertura dell'oceano Ligure-Piemontese. La fine del periodo estensivo avviene durante il Cretaceo; Il movimento tra la placca Africana e la placca Europea diventa infatti convergente, l'oceano Meliata-Halstaff inizia quindi a subdurre, ed alcune sue porzioni vengono portate a profondità prossime ai 100 km, causando quindi metamorfismo di tipo eclogitico. La placca Adria entra in collisione con quella africana, e l'austroalpino a sua volta si scontra ed inizia a subdurre sotto Adria. Nel frattempo anche l'oceano Ligure-Piemontese sta subducendo sotto la porzione più orientale di Adria. Nel Paleocene abbiamo un'inversione della polarità della subduzione e la falda austroalpina passa da placca di letto a placca di tetto. L'originale subduzione della falda è dovuta all'effetto di trascinamento causato dalla subduzione dell'oceano della Meliata. Durante le fasi successive avviene quindi l'esumazione delle porzioni precedentemente subdotte.